# Stefano De Lillo
Stefano De Lillo (Roma, 9 aprile 1962) è un politico italiano, senatore del Popolo della Libertà nella XVI legislatura.

## Biografia
Nato a Roma il 9 aprile 1962, coniugato con 3 figli. Laureato in Medicina e Chirurgia con lode presso l'Università Cattolica del Sacro Cuore di Roma nel 1987. Nel 1991 si è specializzato con lode in Cardiologia e successivamente, nel 1996, in Medicina dello Sport.
Nelle elezioni comunali a Roma del 1989 e a quelle del 1993 è stato eletto consigliere della XVIII (poi XIII) Circoscrizione, ma per un'irregolarità amministrativa, poi sanata, non ha ottenuto subito la nomina a consigliere regionale del Lazio. Nel 2000 è arrivata la carica di consigliere regionale della Regione Lazio ed è stato Presidente della Commissione Trasporti, Lavori Pubblici, Viabilità nonché membro delle Commissioni Sanità e Affari Sociali.
Nel 1997 è stato eletto consigliere comunale di Roma. Nel 2005 è stato nuovamente eletto consigliere regionale del Lazio ed è stato membro dell'Ufficio di Presidenza del Consiglio Regionale e Vicepresidente della Commissione Sanità.
È stato coordinatore provinciale di Forza Italia e responsabile regionale dei Club Forza Italia.
Nel 2008 è stato eletto Senatore della Repubblica nelle liste del Popolo della Libertà. Durante la XVI legislatura del Senato della Repubblica è stato membro della 12ª Commissione permanente – Igiene e Sanità; membro della Commissione parlamentare di inchiesta sull'efficacia e l'efficienza del Servizio Sanitario Nazionale, membro della Commissione parlamentare per le questioni regionali, membro della Commissione parlamentare per l'indirizzo generale e la vigilanza dei servizi radiotelevisivi, membro della 7ª Commissione permanente – Istruzione Pubblica – Beni Culturali, membro della Commissione parlamentare per l'infanzia e l'adolescenza.
Dal 2014 al 15 gennaio 2019 ha ricoperto il ruolo di Membro del Consiglio d'Amministrazione dell'Agenzia Nazionale per i Servizi Sanitari Regionali (AGENAS). Dal 16 gennaio al 23 febbraio 2019 ha assunto la presidenza ad interim dell'AGENAS, a seguito delle dimissioni di Luca Coletto, concentrando la propria attività sul miglioramento della sanità pubblica e sulla valorizzazione della professione medica in Italia.[...] sulle politiche sanitarie.
Dal 2016 al 2019 è stato Membro del Comitato Scientifico del CCM (Centro Nazionale per la Prevenzione e il Controllo delle Malattie del Ministero della Salute) e, nello stesso periodo, ha ricoperto il ruolo di Consigliere d'Amministrazione della Fondazione Amedeo Cacciò (marzo 2016 - marzo 2019). Dal 2019 al 2024 ha fatto parte del Comitato Etico della Fondazione Policlinico Universitario Campus Bio-Medico.
Nel 2021 è stato eletto Vicepresidente dell’Ordine dei Medici di Roma e Provincia per il quadriennio 2021-2024, incarico per il quale è stato riconfermato anche per il quadriennio 2025-2028. In tale veste, si è impegnato attivamente nella tutela della professione medica, con particolare attenzione alla sicurezza del personale sanitario e al riconoscimento economico dei medici dell’emergenza-urgenza, candidandosi nella lista Insieme per la sicurezza e la dignità dei medici.
È inoltre stato eletto Membro del Direttivo dell’Associazione Medico Sportiva di Roma per il quadriennio 2020-2024, incarico per il quale è stato rieletto anche per il quadriennio 2024-2028.